# Hodenprothese

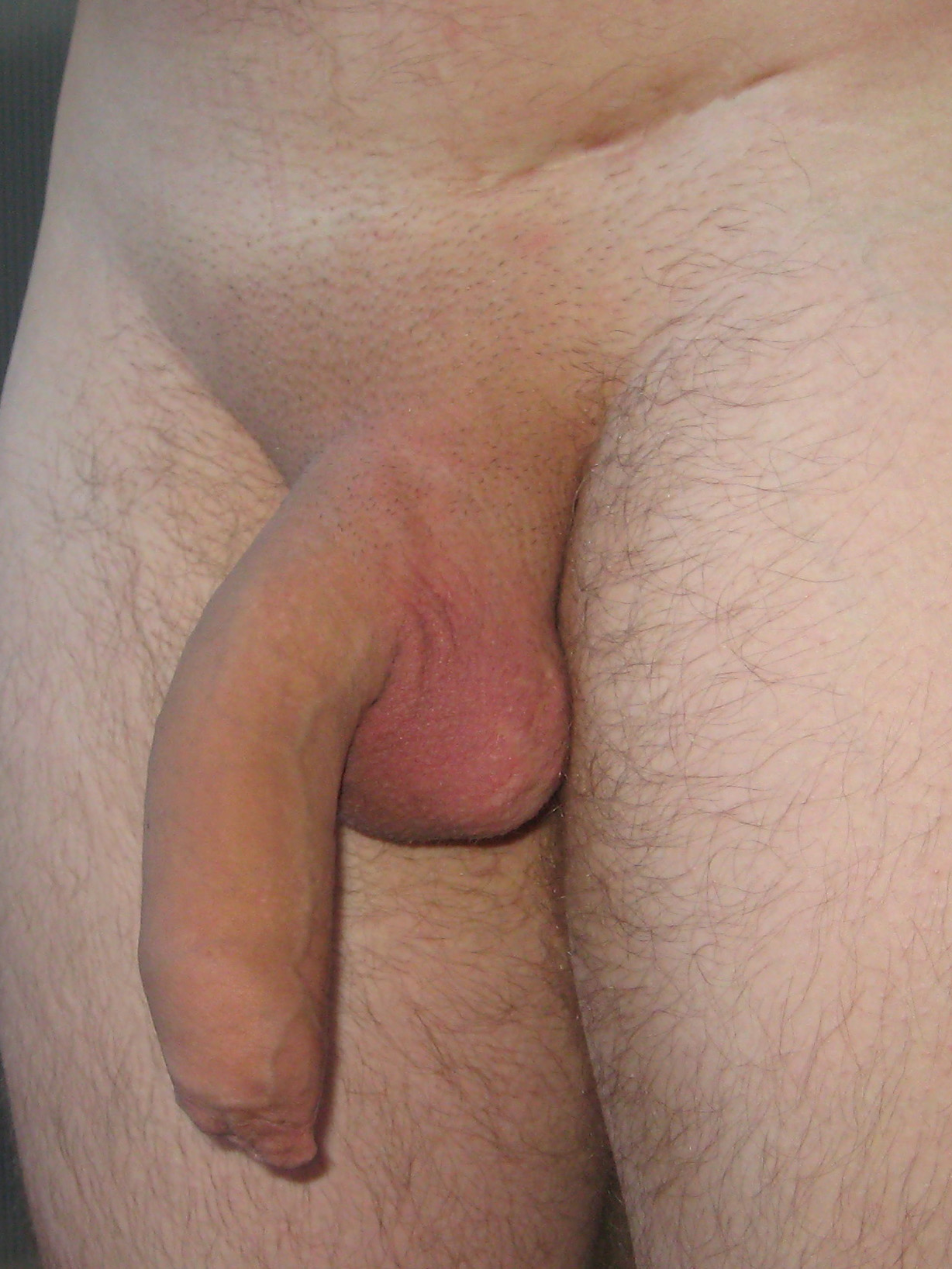
Linker Hoden wurde nach Hodenhochstand über Leiste entfernt und Hodenprothese über Skrotum eingelegt.

Als Hodenprothese, oder Testicularimplantat, wird ein Implantat aus Kunststoff bezeichnet, das nach der Entfernung oder beim Fehlen eines oder beider Hoden eingesetzt werden kann. Diese Prothesen besitzen das gleiche Aussehen wie ein gesunder Hoden und fühlen sich auch so an.
Die Indikation für eine Hodenprothese kann beispielsweise die nicht erfolgte Anlage eines Hodens, das Absterben eines Hodens durch Hodentorsion oder die Entfernung des Hodens, etwa bei Hodentumoren, sein.
Genauso wie Brustimplantate nach Tumoroperationen bei Frauen kann eine Hodenprothese bei Männern das beschädigte Selbstwertgefühl positiv beeinflussen. Zu beachten ist, dass auch Entzündungs- und Abstoßungsreaktionen des Körpers möglich sind.
Eine Hodenprothese wird i. d. R. als Schönheitsoperation gesehen und wird somit meist nicht von der Krankenkasse bezahlt. Nur wenn ein wichtiger Grund (zum Beispiel psychische Belastung durch das Fehlen des Hodens) vorliegt, müsste die Krankenkasse dafür aufkommen.